# Hapalocrinidae
Ordre
Les Hapalocrinidae sont une famille éteinte  de Crinoïdes sessiles de l'ordre des Monobathrida.

## Description
C'étaient des crinoïdes « vrais » (sessiles) : ils vivaient attachés au fond par une longue tige calcaire articulée, terminée par un disque d'attache. Les entroques qui composent la tige sont pentagonales, et se désolidarisent généralement à la mort de l'animal.

## Liste des genres
Selon BioLib (26 janvier 2021) :
- genre Amblacrinus d'Orbigny, 1849 †
- genre Cantharocrinus Breimer, 1962 †
- genre Clematocrinus Jaekel, 1898 †
- genre Cordylocrinus Angelin, 1878 †
- genre Culicocrinus Müller in Zeiler & Wirtgen, 1855 †
- genre Cyttarocrinus Goldring, 1923 †
- genre Doliocrinites Shumard, 1866 †
- genre Hagnocrinus Frest & Strimple, 1977 †
- genre Hapalocrinus Jaekel, 1895 †
- genre Hirneacrinus Frest & Strimple, 1977 †
- genre Lyonicrinus Springer, 1926 †
- genre Paulocrinus Springer, 1926 †
- genre Peremocrinus Frest & Strimple, 1981 †
- genre Pidelocrinus Frest & Strimple, 1981 †
- genre Plesiocrinus Wanner, 1937 †
- genre Rhachicrinus Ausich, 1986 †
- genre Siderocrinus Wood, 1909 †
- genre Silfonocrinus Ausich, 1986 †
- genre Simplocrinus Hynda, 1984 †
- genre Stereoaster Foerste, 1919 †
- genre Thallocrinus Jaekel, 1895 †
- genre Trichotaster T. Wright, 1873 †
- genre Trochocrinites Portlock, 1843 †
- genre Turbocrinus Ausich, 1986 †
- genre Xysmacrinus Ausich, 1986 †

## Publication originale
- (de) O. Jaekel, « Beiträge zur Kenntniss der paläozoischen Crinoiden Deutschlands », Geologische und palæontologische Abhandlungen, Iéna, Inconnu, vol. 3,‎ 1895, p. 1-116 (lire en ligne).